# La Belle de Gaza
La Belle de Gaza ist ein französischer Dokumentarfilm aus dem Jahr 2024 von Yolande Zauberman. Der Film thematisiert den Lebensweg von Transfrauen aus Gaza, die vor gewaltsamer Verfolgung nach Tel Aviv in Israel fliehen und dort ein neues Leben beginnen. Der Film hatte am 17. Mai 2024 bei den 77. Filmfestspielen in Cannes Premiere.

## Hintergrund
In Gaza und den Palästinensischen Autonomiegebieten werden Homosexuelle und Transgender-Personen brutal verfolgt. Ein großer Anteil der Gewalt und Unterdrückung in Gaza geht auf die Terrororganisation Hamas zurück, die seit 2007 im Gazastreifen regiert. Sexuelle Handlungen zwischen Männern sind durch das islamische Recht (Scharia) nach Auslegung der Hamas illegal. Männer, die wegen dergleichen verurteilt werden, werden offiziell mit bis zu zehn Jahren Gefängnis bestraft. Auch Anschuldigungen von Hinrichtungen und Folter wurden bekannt. Die Region belegt weltweit einen der letzten Plätze bei Menschenrechten von Schwulen, Lesben und Transgender. Das benachbarte Israel gilt als maßgeblicher Zufluchtsort für diese Menschen.
Nach den Dokumentarfilmen Would you have sex with an Arab? („Würdest du mit einem Araber Sex haben?“, 2011) und M (2018) ist La belle de Gaza der dritte Teil einer Trilogie, die Yolande Zauberman im Nachtleben Israels gedreht hat.

## Handlung
Gedreht wurde der Film auf der Hatnufa Street in Tel Aviv, an der viele Prostituierte tätig sind. Die Regisseurin Yolande Zauberman begleitet die Frauen Talleen, Nathalie, Danielle, Israela und Nadine, die sich dort prostituieren. Viele von ihnen sind Araberinnen, manche gläubige Musliminnen. Der Film thematisiert ihre Ängste und Träume und die Gefahr, von den eigenen Familienmitgliedern oder Bekannten gefunden, verprügelt oder sogar getötet zu werden.
Mit einem Foto sucht die Regisseurin nach einer Transfrau, die – Erzählungen zufolge – 70 Kilometer zu Fuß aus Gaza nach Tel Aviv geflohen ist. Keine ihrer Gesprächspartnerinnen weiß, wo man die „Schöne aus Gaza“ treffen kann, sie bleibt bis zum Ende des Films unauffindbar.
Danielle erzählt, wie sie nach Schlägen gezwungen wurde, zu einem Checkpoint im Westjordanland zu rennen. Ihre Peiniger hofften, die israelischen Soldaten würden sie dann erschießen.
Zu Wort kommt auch die Israelin Talleen Abu Hanna, Siegerin des Wettbewerbs Miss Trans Israel in 2016, die ihre Dankbarkeit Israel gegenüber ausdrückt, dort in Sicherheit leben zu können.

## Rezeption
Andreas Scheiner besprach den Film in der Neuen Zürcher Zeitung positiv: „«La Belle de Gaza» ist lange vor dem 7. Oktober entstanden. Es ist ein auf kluge Art zurückhaltend montierter, assoziativer Film, der sich kaum vereinnahmen lässt. […] Selbst wenn der Film kein schönes Licht wirft auf die «Freunde in Palästina»: Gegen palästinensische Transpersonen kann noch der verbohrteste Israel-Hasser schlecht protestieren.“
Auf Telepolis.de schrieb der Filmkritiker Rüdiger Suchsland: „Der Film zeigt, dass im Nahen Osten Israel als einziger Staat für Freiheit, Demokratie und Menschenrechte steht. Der Film zeigt auch die primitiven Verhältnisse und die Barbarei, die es in palästinensischen Familien gibt: ‚Wenn ich zu meiner Familie zurückkehre, werden mich meine Brüder umbringen‘, sagt eine Transfrau im Film. Eltern sagen ihren Kindern: ‚Es wäre besser, wenn du tot wärst.‘“
Auf der Plattform Moviebreak.de schrieb Lida Bach: „Es sind unscheinbare Momente und flüchtige Begegnungen, denen Yolande Zaubermans dritter Teil ihrer losen Trilogie über die Lebenswelt von trans Menschen in Israel ihre emotionalsten Eindrücke verdankt. Das unscharfe Foto der titelgebenden Schönheit, deren unwahrscheinliche Reise die Inszenierung nicht so sehr ergründet als etabliert, wird zum spirituellen Alter Ego ihrer realen Schwestern. Ihr Leben am Rande einer Gesellschaft, in der sie beständig um ihre Existenz kämpfen müssen, lassen die vagen Einblicke der Kamera nur erahnen.“
Der Film vermittle das Gefühl, Israel sei eine Oase für arabische Transfrauen im Nahen Osten, schrieb Amir Bogen auf Ynet. Er thematisiere aber auch problematische Aspekte wie Rassismus.
Das internationale belgische Filmfestival Cinemamed sagte im Dezember 2024 eine Aufführung des Films ab, da pro-palästinensische Aktivisten, die den Vorwurf des Pinkwashings erhoben, Druck ausgeübt hatten. Das Filmfestival machte sich die Vorwürfe nicht zu eigen, war aber um den reibungslosen Ablauf des Events besorgt.